# Honnamachanahalli, Kunigal
Honnamachanahalli là một làng thuộc tehsil Kunigal, huyện Tumkur, bang Karnataka, Ấn Độ.